# Lycée Kléber
Le lycée Kléber est un établissement d'enseignement public de Strasbourg (Bas-Rhin) regroupant à la fois un collège, un lycée général, et des classes préparatoires aux grandes écoles qui ont fait la réputation de l'établissement.

## Localisation et accès
L'entrée principale de l'établissement est sur la place de Bordeaux, où se trouvent un parking et l'arrêt Lycée Kléber des trams B et E et des bus 2 et H. On pouvait aussi y accéder par la rue Jacques-Kablé, qui va de la place de Haguenau à la place de Bordeaux.

## Histoire
Après l'annexion de l'Alsace-Lorraine en 1871 par le Reich, les Allemands construisent en 1889, dans la Neustadt (rue du Maréchal-Foch aujourd'hui) un nouvel établissement scolaire : Die Neue Realschule, qui par décret impérial du 3 juillet 1893 s'intitule désormais Oberrealschule beim Kaiserpalast. Après le retour à la France de l'Alsace-Moselle, Alexandre Millerand, commissaire général de la République chargé de réorganiser les trois anciens départements d'Alsace-Lorraine, donne en septembre 1919 le nom de Jean-Baptiste Kléber au lycée devenu français, dirigé désormais par un proviseur.
Entre 1940 et 1944, sous l'occupation nazie, le lycée est renommé Bismarckschule Oberrealschule für Jungen ; l'usage du français y est interdit et l'enseignement nazifié.
Dès l'entre-deux-guerres, le lycée Kléber, situé alors rue Foch (collège Foch aujourd'hui) est trop petit pour accueillir tous les élèves, du primaire aux classes préparatoires, malgré les annexes ouvertes à Saint-Jean (Kléber-Saint-Jean) et rue des Écrivains (Kléber-Château). La demande de construction d'un nouveau lycée se fait pressante, nouveau lycée dont la majorité des locaux actuels sont construits entre 1954 et 1959.

## Personnalités liées au lycée

### Professeurs
- Jacques Godechot
- Jean-Jacques Hatt
- André Humm
- François Igersheim
- Paul Lévy
- Georges Livet
- Fernand L'Huillier
- Nicolas Stoskopf

### Élèves
- Christian Albecker, président de l'Église protestante de la Confession d'Augsbourg d'Alsace et de Lorraine
- Denis Badré, haut fonctionnaire et sénateur.
- Jacques Blum, mathématicien français.
- François Chalais, journaliste.
- Jean-Jacques Favier, spationaute français (l'amphithéâtre du lycée porte son nom).
- Gaspard Glanz, journaliste reporter d’images[2].
- Salomon Gluck, médecin français et un membre de la Résistance disparu - assassiné - en déportation.
- Olivier Guez, écrivain.
- Erik Izraelewicz, journaliste français et ancien directeur du journal Le Monde.
- Fabienne Keller, ancienne maire de Strasbourg.
- Denis Kessler, président-directeur général du groupe Scor
- Arthur Kriegel, militant communiste, résistant et rhumatologue français.[réf. nécessaire]
- François Loos, chef d'entreprise, homme politique, ancien ministre.
- Francis Mayer, ancien directeur général de la Caisse des dépôts et consignations.
- André Neher, philosophe juif
- Thierry Omeyer, handballeur français.
- Guy Penaud, historien, commissaire principal de police honoraire.
- Christophe de Quénetain, historien de l'art
- Robert Weil (1912-1992), éducateur, résistant-déporté, survivant de la Shoah
- Hervé Pérès, botaniste et ingénieur français.[réf. nécessaire]
- Jean-Pierre Sauvage, Prix Nobel
- Jean-Jacques Hueber, artiste peintre

## Enseignement
Le lycée compte environ 2 100 élèves, partagés entre  le secondaire (de la seconde à la terminale) et le superieur (classes préparatoires aux grandes écoles et CPES).

### Avant le baccalauréat
L'établissement prépare au baccalauréat général, avec les spécialités :
- Arts : Histoire des arts
- Histoire géographie, géopolitique et sciences politiques
- Humanités, littérature et philosophie
- Langues et littératures étrangères : Anglais, russe
- Mathématiques
- SVT (sciences de la vie et de la terre)
- SI (sciences de l’ingénieur)
- Sciences économiques et sociales
- Physique-chimie
- Numérique et sciences informatique

Le taux de réussite au baccalauréat depuis 2012 a oscillé entre 93 et 96 %, dont environ 64 % avec mention.

### Classement du Lycée
En 2015, le lycée se classe 19e sur 37 au niveau départemental quant à la qualité d'enseignement, et 895e au niveau national. Le classement s'établit sur trois critères : le taux de réussite au bac, la proportion d'élèves de première qui obtient le baccalauréat en ayant fait les deux dernières années de leur scolarité dans l'établissement, et la valeur ajoutée (calculée à partir de l'origine sociale des élèves, de leur âge et de leurs résultats au diplôme national du brevet).

### Classes préparatoires
Le lycée abrite des CPGE économiques et commerciales (ECE et ECS), et scientifiques (MP, PC, PSI, MPI). En 2015, L'Étudiant donnait le classement suivant pour les concours de 2014 :
| Filière | Élèves admis dans une grande école* | Taux d'admission* | Taux moyen sur 5 ans | Classement national | Évolution sur un an |
| --- | ----------------------------------- | ----------------- | -------------------- | ------------------- | ------------------- |
| ECE | 4 / 39 élèves                       | 10 %              | 9 %                  | 19e sur 105         | 2                   |
| ECS | 4 / 93 élèves                       | 4 %               | 12 %                 | 41eex-æquo sur 95   | 9                   |
| MP / MP* | 21 / 155 élèves                     | 14 %              | 16 %                 | 29e sur 114         | 7                   |
| PC / PC* | 9 / 86 élèves                       | 11 %              | 11 %                 | 21e sur 110         | 5                   |
| PSI / PSI* | 14 / 82 élèves                      | 17 %              | 17 %                 | 25e sur 120         | 1                   |
| Source : Classement 2015 des prépas - L'Étudiant (Concours de 2014). * le taux d'admission dépend des grandes écoles retenues par l'étude. Par exemple, en filières ECE et ECS, ce sont HEC, ESSEC, et l'ESCP qui ont été retenues; en filières scientifiques, c'est un panier de 11 à 17 écoles d'ingénieurs qui a été retenu selon la filière (MP, PC, PSI, PT ou BCPST). |                                     |                   |                      |                     |                     |